# Robert Świerzbiński
Robert Świerzbiński (ur. w 1982 w Białymstoku) − polski bokser kategorii średniej.

## Kariera amatorska
W 1997 doszedł do półfinału turnieju Gazety Pomorskiej, rywalizując w kategorii do 63, 5 kg. W 1/2 pokonał go reprezentant Francji Jean-Phillipe Dion. W tym samym roku był również ćwierćfinalistą juniorskich mistrzostw Polski. Świerzbiński przegrał ćwierćfinałowy pojedynek z Piotrem Rydzewskim. W 1999 został mistrzem Polski do lat 20, rywalizując w kategorii do 71 kg. W finale pokonał 5:0 Przemysława Pęczyńskiego. W 2003 był uczestnikiem 74. edycji mistrzostw Polski. Doszedł do półfinału, oddając walkowerem pojedynek z Mirosławem Nowosadą. W 2006 był półfinalistą mistrzostw Polski w kategorii do 75 kg., a półfinałowy pojedynek przegrał walkowerem z Mirosławem Nowosadą. W 2007 znów doszedł do półfinału mistrzostw Polski, kolejny raz przegrywając z Nowosadą, tym razem na punkty (18:32). W 2008 na mistrzostwach polski ponownie zmierzył się z Nowosadą w półfinale, oddając pojedynek walkowerem. W 2009 został mistrzem Polski w kategorii średniej (75 kg.), pokonując w finale Dariusza Sęka. Jego największy rywal na mistrzostwach Polski - Mirosław Nowosada zdobył tytuł w kategorii półciężkiej. Rok później, również na mistrzostwach Polski doszedł do półfinału, gdzie przegrał minimalnie z Tomaszem Jabłońskim.

## Kariera zawodowa
27 czerwca 2010 stoczył swój pierwszy zawodowy pojedynek, pokonując w Kolnie Dzianisa Makara. Do końca 2012 stoczył kolejne dziesięć walk, wszystkie wygrywając. 23 lutego 2013 zmierzył się z niepokonanym rodakiem Maciejem Sulęckim. Po zaciętym pojedynku przegrał jednogłośnie na punkty. Świerzbiński był w tej walce dwukrotnie liczony przez sędziego. Kolejny pojedynek stoczył 8 czerwca 2013, przegrywając przez nokaut w pierwszym starciu z Kanadyjczykiem Davidem Lemieux. 16 listopada 2013 pokonał niepokonanego rodaka Norberta Dąbrowskiego, wygrywając jednogłośnie na punkty po ośmiu rundach.
10 maja 2014 zmierzył się z niepokonanym Brytyjczykiem Chrisem Eubankiem Jr. Świerzbiński przegrał ten pojedynek przez techniczny nokaut w rundzie siódmej. Polak był w tym pojedynku aż siedmiokrotnie liczony w przebiegu całej walki.